# Cleantioides verecundus
Cleantioides verecundus är en kräftdjursart som beskrevs av Brian Frederick Kensley och Clark 1998. Cleantioides verecundus ingår i släktet Cleantioides och familjen Holognathidae. Inga underarter finns listade i Catalogue of Life.